# 字帖

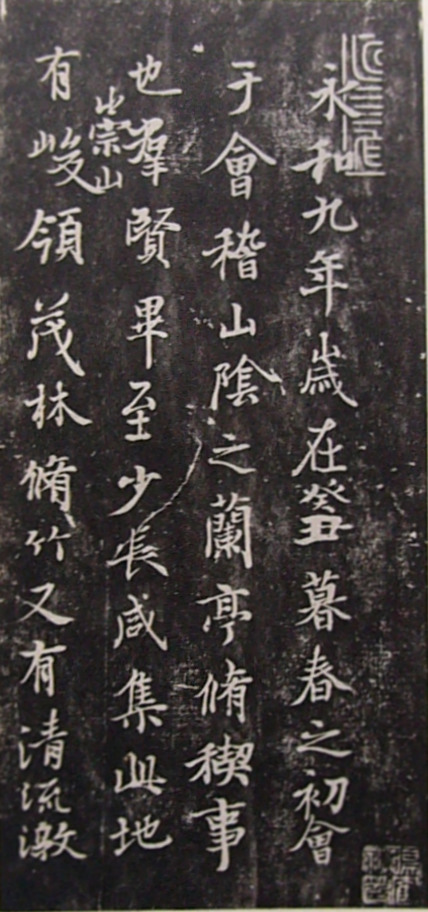
行書字帖：蘭亭集序

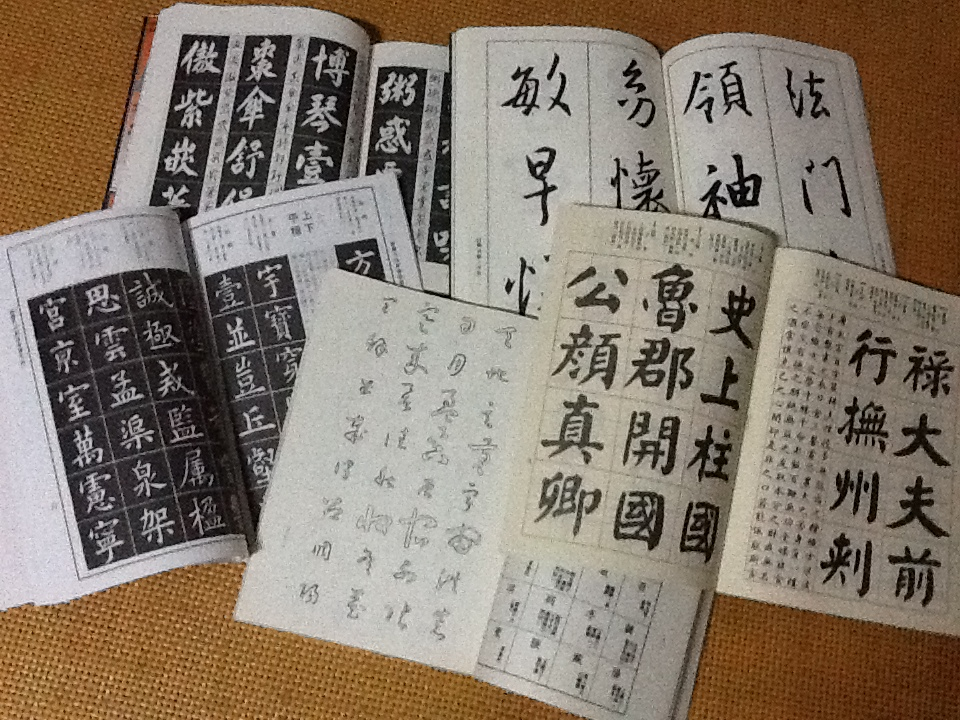
各種書法字帖

字帖，或習字帖，是學習寫字所用的臨摹範本，主要分為毛筆所用的書法字帖與鋼筆等硬筆字帖。

## 歷史
梁武帝蕭衍命殷鐵石將「書聖」王羲之的書法作品中拓出一千個不重複的字，供諸王臨摹，然覺字間散漫，無甚組織，又命周興嗣將其輯錄成有意義的文句，此即《千字文》，亦成為一套有系統的臨摹字帖。
以鐫刻文字使其持久流傳，自殷以降愈盛。漢魏乃至南北朝時期，碑版極多。及至唐代，始以保存書法之美而刻石。傳唐太宗得王羲之蘭亭序後，遣臣搨摹並刻石於宮禁。唐時摹拓之法亦盛，因此一本法書可大量複製，不過因為所需費時，摹勒刻石繼之而起，此即石刻法帖之濫觴。
往後，字帖的選擇皆以書法大家作品為上，更有甚者，由宮廷選材編刻成為法帖，供士子臨摹，如《三希堂法帖》。
在現代出版技術出現前，學習書法不外乎取用墨蹟、金石拓本、石刻法帖，然墨蹟難得，金石易剝蝕，石刻雖近原本，卻不能絲毫無異。景印法書通行之後，對於字帖之複製與學習均有極大幫助。

## 書法字帖
學習書法，除了準備文房四寶外，字帖的選擇能夠決定字型的風格。如歐體字帖、柳體字帖或顏體字帖等。字帖的內容通常是將書法名家的碑刻與墨跡以拓印、景印方式留存，供人學習。
字帖如以書體分類，則有楷書字帖、行書字帖與草書字帖等，不一而足。楷書字帖中，每一個漢字均配置在九宮格或米字格內，並搭配永字八法說明運筆技巧，最常見的是以描紅方式，只留字形輪廓與筆勢提示，便於學習者摹仿。知名的書法作品成為字帖出版廣為流傳，又以楷書為多。
字帖的運用方式極其多樣，最普遍的使用方法有以下幾種：
- 描紅：用毛筆在印有紅色字跡的紙上描寫。
- 臨寫：將字帖放置於旁，按照字型依樣書寫。
- 摹寫：將紙張覆蓋於字帖上，在字上書寫。

### 知名字帖
- 歐陽詢《九成宮醴泉銘》
- 柳公權《玄秘塔碑》
- 顏真卿《多寶塔碑》
- 《上大人》
- 《千字文》
- 《三希堂法帖》
- 《蘭亭集序》

## 硬筆字帖

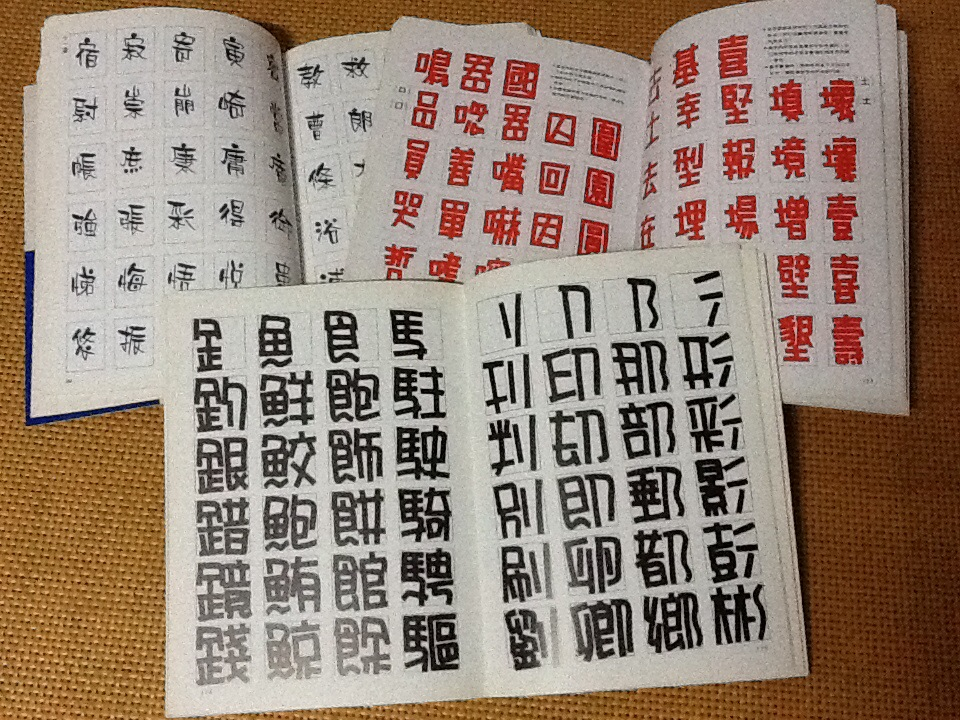
POP字型參考書

鋼筆、原子筆等硬筆也有字帖供學習參考，使個人字跡美觀，亦實用於日常。在設計領域也有專屬的字帖，如POP字型此類著重於麥克筆手繪字體的字帖。

## 其他字帖
除了漢字書體字帖，還有一種學習英文字母時所用的筆順字帖。此類字帖不同於漢字九宮格，是一種類似五線譜的參考線，字體也以虛線輔以筆順表示。

## 延伸阅读
[在维基数据编辑]
 《欽定古今圖書集成·理學彙編·字學典·法帖部》，出自陈梦雷《古今圖書集成》